# Sienogranit

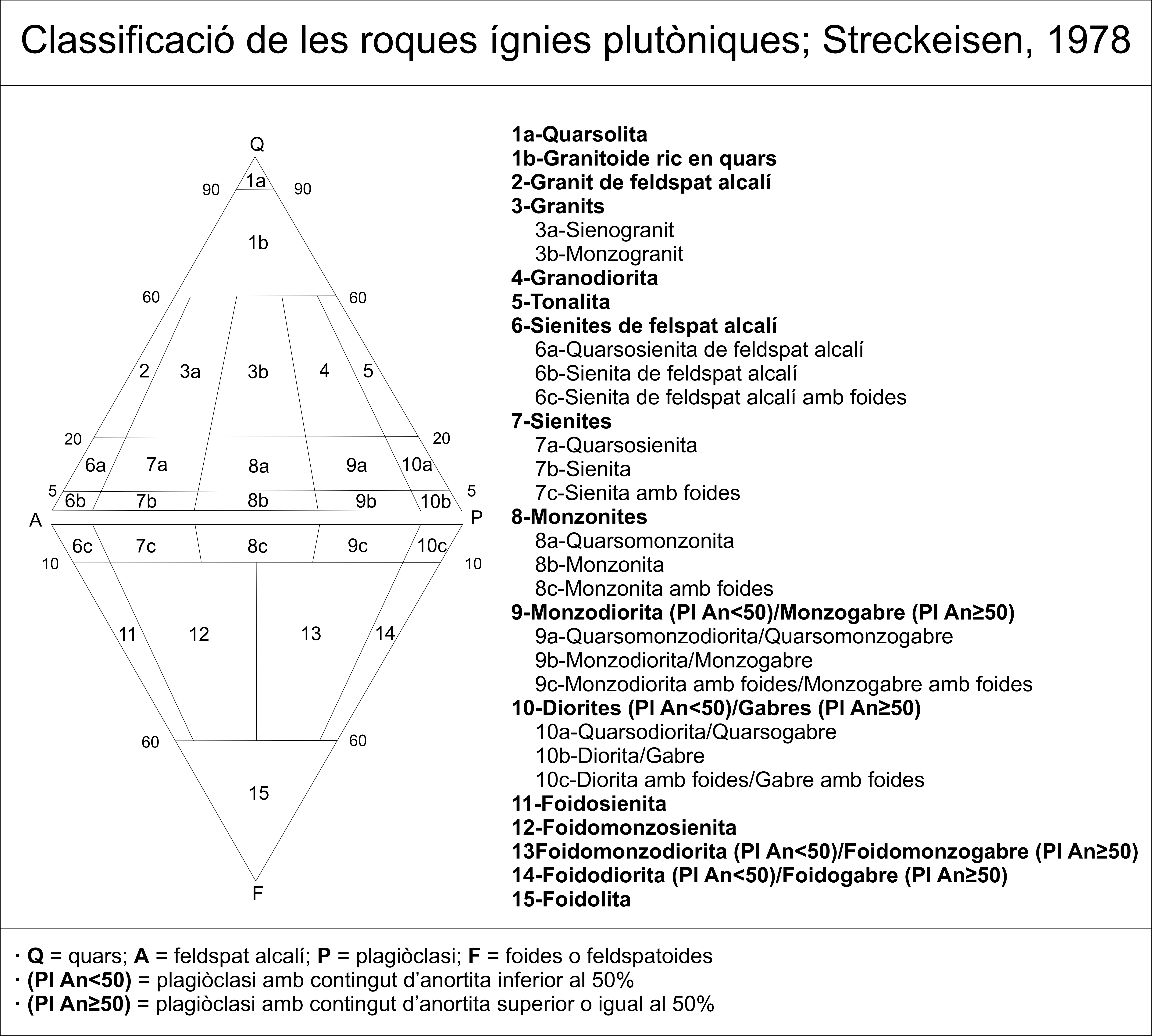
Classificació de les roques ígnies plutòniques segons Streckeisen 1978. El granit de feldespat alcalí es troba al lloc 3a.

El sienogranit és una roca ígnia plutònica que presenta una composició granítica. És una roca generalment fèlsica. Generalment el feldespat que es troba en els sienogranits és feldespat alcalí (normalment ortòclasi); la roca presenta entre un 20 i un 60% de quars. El sienogranit és similar a la sienita, i la seva major diferència amb aquesta és el contingut de quars (la sienita té un contingut inferior (15-20%)). Normalment la biotita domina sobre l'hornblenda i pot haver-hi presència de rútil i moscovita com a minerals accessoris. Alguns sienogranits presenten amfíbol idiomòrfic (hornblenda i edenita)